# Apostolepis sanctaeritae
Apostolepis sanctaeritae — вид змій родини полозових (Colubridae). Ендемік Бразилії.

## Поширення і екологія
Apostolepis sanctaeritae мешкають на північному сході Бразилії. Вони живуть в сухих тропічних лісах і чагарникових заростях каатинги, а також на північному сході Атлантичного лісу. Ведуть риючий, нічний спосіб життя.